# Rząd Olafa Scholza
Rząd Olafa Scholza (niem. Kabinett Scholz) – rząd federalny Niemiec funkcjonujący od 8 grudnia 2021 do 6 maja 2025. Gabinet zastąpił czwarty rząd Angeli Merkel. Został utworzony przez Socjaldemokratyczną Partię Niemiec (SPD), Zielonych oraz Wolną Partię Demokratyczną (FDP).
Powstał po wyborach parlamentarnych w Niemczech z września 2021, w których pierwsze miejsce zajęli socjaldemokraci. SPD podjęła rozmowy koalicyjne z Zielonymi i liberałami celem utworzenia tzw. koalicji sygnalizacji świetlnej i powołania rządu z jej przedstawicielem Olafem Scholzem na czele. Szczegóły zawartego porozumienia upubliczniono 24 listopada 2021. Umowa koalicyjna została ostatecznie podpisana 7 grudnia 2021. Dzień wcześniej SPD jako ostatnia z trzech partii ujawniła swoich kandydatów na ministrów.
8 grudnia 2021 Bundestag zatwierdził powołanie Olafa Scholza na urząd kanclerza: 395 członków tej izby poparło jego kandydaturę, przeciw było 303, a 6 wstrzymało się od głosu. Tego samego dnia dokonano zaprzysiężenia członków rządu, który w konsekwencji rozpoczął urzędowanie.
W listopadzie 2024 FDP opuściła koalicję rządową, a jej przedstawiciele zostali odwołani ze składu gabinetu (z wyjątkiem Volkera Wissinga, który zrezygnował z członkostwa w partii). 16 grudnia 2024 Bundestag nie udzielił kanclerzowi wotum zaufania. Skutkowało to przedterminowymi wyborami parlamentarnymi w 2025. Rząd Olafa Scholza funkcjonował do 6 maja 2025, kiedy to Bundestag powołał Friedricha Merza z CDU na kaclerza, a także zaprzysiężono członków jego gabinetu.

## Skład rządu
| Imię i nazwisko         | Funkcja                                                                               | Partia | Partia                             | Czas pełnienia funkcji | Czas pełnienia funkcji |
| Imię i nazwisko         | Funkcja                                                                               | Partia | Partia                             | Od                     | Do                     |
| ----------------------- | ------------------------------------------------------------------------------------- | ------ | ---------------------------------- | ---------------------- | ---------------------- |
| Olaf Scholz             | Kanclerz federalny                                                                    |        | Socjaldemokratyczna Partia Niemiec | 8 grudnia 2021(dts)    | 6 maja 2025(dts)       |
| Robert Habeck           | Wicekanclerz                                                                          |        | Zieloni                            | 8 grudnia 2021(dts)    | 6 maja 2025(dts)       |
| Robert Habeck           | Minister gospodarki i ochrony klimatu                                                 |        | Zieloni                            | 8 grudnia 2021(dts)    | 6 maja 2025(dts)       |
| Christian Lindner       | Minister finansów                                                                     |        | Wolna Partia Demokratyczna         | 8 grudnia 2021(dts)    | 7 listopada 2024(dts)  |
| Jörg Kukies             | Minister finansów                                                                     |        | Socjaldemokratyczna Partia Niemiec | 7 listopada 2024(dts)  | 6 maja 2025(dts)       |
| Annalena Baerbock       | Minister spraw zagranicznych                                                          |        | Zieloni                            | 8 grudnia 2021(dts)    | 6 maja 2025(dts)       |
| Nancy Faeser            | Minister spraw wewnętrznych i ojczyzny                                                |        | Socjaldemokratyczna Partia Niemiec | 8 grudnia 2021(dts)    | 6 maja 2025(dts)       |
| Marco Buschmann         | Minister sprawiedliwości                                                              |        | Wolna Partia Demokratyczna         | 8 grudnia 2021(dts)    | 7 listopada 2024(dts)  |
| Volker Wissing          | Minister sprawiedliwości                                                              |        | bezpartyjny                        | 7 listopada 2024(dts)  | 6 maja 2025(dts)       |
| Hubertus Heil           | Minister pracy i spraw społecznych                                                    |        | Socjaldemokratyczna Partia Niemiec | 8 grudnia 2021(dts)    | 6 maja 2025(dts)       |
| Christine Lambrecht     | Minister obrony                                                                       |        | Socjaldemokratyczna Partia Niemiec | 8 grudnia 2021(dts)    | 19 stycznia 2023(dts)  |
| Boris Pistorius         | Minister obrony                                                                       |        | Socjaldemokratyczna Partia Niemiec | 19 stycznia 2023(dts)  | 6 maja 2025(dts)       |
| Cem Özdemir             | Minister rolnictwa i polityki żywnościowej                                            |        | Zieloni                            | 8 grudnia 2021(dts)    | 6 maja 2025(dts)       |
| Anne Spiegel            | Minister ds. rodziny, osób starszych, kobiet i młodzieży                              |        | Zieloni                            | 8 grudnia 2021(dts)    | 25 kwietnia 2022(dts)  |
| Lisa Paus               | Minister ds. rodziny, osób starszych, kobiet i młodzieży                              |        | Zieloni                            | 25 kwietnia 2022(dts)  | 6 maja 2025(dts)       |
| Karl Lauterbach         | Minister zdrowia                                                                      |        | Socjaldemokratyczna Partia Niemiec | 8 grudnia 2021(dts)    | 6 maja 2025(dts)       |
| Volker Wissing          | Minister cyfryzacji i transportu                                                      |        | bezpartyjny                        | 8 grudnia 2021(dts)    | 6 maja 2025(dts)       |
| Steffi Lemke            | Minister środowiska, ochrony przyrody, bezpieczeństwa jądrowego i ochrony konsumentów |        | Zieloni                            | 8 grudnia 2021(dts)    | 6 maja 2025(dts)       |
| Bettina Stark-Watzinger | Minister edukacji i badań naukowych                                                   |        | Wolna Partia Demokratyczna         | 8 grudnia 2021(dts)    | 7 listopada 2024(dts)  |
| Cem Özdemir             | Minister edukacji i badań naukowych                                                   |        | Zieloni                            | 25 listopada 2024(dts) | 6 maja 2025(dts)       |
| Svenja Schulze          | Minister ds. współpracy gospodarczej i rozwoju                                        |        | Socjaldemokratyczna Partia Niemiec | 8 grudnia 2021(dts)    | 6 maja 2025(dts)       |
| Klara Geywitz           | Minister mieszkalnictwa, rozwoju miast i budownictwa                                  |        | Socjaldemokratyczna Partia Niemiec | 8 grudnia 2021(dts)    | 6 maja 2025(dts)       |
| Wolfgang Schmidt        | Minister do zadań specjalnych                                                         |        | Socjaldemokratyczna Partia Niemiec | 8 grudnia 2021(dts)    | 6 maja 2025(dts)       |
| Wolfgang Schmidt        | Szef Urzędu Kanclerza Federalnego                                                     |        | Socjaldemokratyczna Partia Niemiec | 8 grudnia 2021(dts)    | 6 maja 2025(dts)       |